# Filmografia de SHINee
Esta é a filmografia da boy band sul-coreana SHINee. O grupo está no cenário musical desde 2008. Além das atividades musicais, eles atuam em vários programas televisivos, de rádio e filmes coreanos.

## Filmes
| Ano  | Título                                                   | Papel           | Integrante | Notas                 |
| ---- | -------------------------------------------------------- | --------------- | ---------- | --------------------- |
| 2007 | Attack on the Pin-Up Boys                                | Dançarino extra | Key        | Participação especial |
| 2012 | Outback                                                  | Johnny          | Taemin     | Dublagem coreana      |
| 2012 | I AM. - SM Town Live World Tour in Madison Square Garden | Eles mesmos     | SHINee     | Filme do concerto     |
| 2012 | SMTOWN Live in Tokyo Special Edition in 3D               | Eles mesmos     | SHINee     | Filme do concerto     |

## Televisão

### Dramas
| Ano  | Título                          | Papel                 | Integrante | Notas                 |
| ---- | ------------------------------- | --------------------- | ---------- | --------------------- |
| 2008 | My Precious Child               | Eles mesmos           | SHINee     |                       |
| 2009 | Tae Hee, Hye Kyo, Ji Hyun       | Junsu                 | Taemin     |                       |
| 2010 | Dr. Champ                       | Um médico desajeitado | Onew       | Participal especial   |
| 2010 | Pianist                         | Oh Je-ro              | Minho      | Protagonita           |
| 2010 | Athena: Goddess of War          | Eles mesmos           | Taemin     | Participal especial   |
| 2010 | Athena: Goddess of War          | Eles mesmos           | Onew       | Participal especial   |
| 2011 | Moon Night '90                  | Lee Hyun Do           | Key        |                       |
| 2011 | Moon Night '90                  | Kim Sung Jae          | Taemin     |                       |
| 2011 | High Kick! 3                    | Ele mesmo             | Taemin     | Participação especial |
| 2012 | Salamander Guru and The Shadows | Choi Min-hyuk         | Minho      | Protagonista          |
| 2012 | Salamander Guru and The Shadows | Mestre dos Disfarces  | Taemin     | Participação especial |
| 2012 | Salamander Guru and The Shadows | Key                   |            | Participação especial |
| 2012 | Oh My God x2                    | Ele mesmo             | Onew       | Participação especial |
| 2012 | To The Beautiful You            | Kang Tae-joon         | Minho      | Protagonista          |
| 2013 | You're the Best, Lee Soon-shin  | Eles mesmos           | SHINee     | Participação especial |
| 2013 | Pure Love                       | Lee Won               | Onew       |                       |
| 2013 | Welcome to Royal Villa          | Baek Su               | Onew       |                       |
| 2013 | You're the Best, Lee Soon-shin  | Eles mesmos           | SHINee     | Participação especial |
| 2013 | Dating Agency: Cyrano           | Ray                   | Taemin     | Participação especial |
| 2013 | Medical Top Team                | Kim Seong-woo         | Minho      | Elenco pricipal       |

### Programas de variedades
| Ano       | Título                        | Integrante |
| --------- | ----------------------------- | ---------- |
| 2009      | Invincible Youth              | Minho      |
| 2009      | Invincible Youth              | Onew       |
| 2009-2011 | Let's Go Dream Team! Season 2 | Minho      |
| 2010      | Raising Idol                  | Key        |
| 2010      | Love Pursuer                  | Key        |
| 2010      | Invincible Youth              | Taemin     |
| 2010      | Let's Go Dream Team! Season 2 | SHINee     |
| 2010      | Shall We Dance                | Taemin     |
| 2010      | Oh! My School                 | Onew       |
| 2010-2011 | 100 Points Out of 100         | Minho      |
| 2011      | Happy Together 3              | Onew       |
| 2012      | Immortal Song 2               | Taemin     |
| 2012      | Running Man                   | Minho      |
| 2012      | Radio Star                    | Taemin     |
| 2012      | Radio Star                    | Onew       |
| 2012      | Hello Counselor               | SHINee     |
| 2012      | Shinhwa Broadcast             | SHINee     |
| 2013      | Hello Counselor               | SHINee     |
| 2013      | Weekly Idol                   | SHINee     |
| 2013      | Let's Go Dream Team! Season 2 | Minho      |
| 2013      | Star Diving Show Splash       | Minho      |
| 2013      | We Got Married                | Taemin     |
| 2013      | Tooniverse Nangam Highschool  | Onew       |
| 2013      | Tooniverse Nangam Highschool  | Minho      |
| 2013      | Tooniverse Nangam Highschool  | Key        |

### Reality shows
| Ano  | Título                 | Integrante |
| ---- | ---------------------- | ---------- |
| 2008 | Shinee's Yunhanam      | SHINee     |
| 2010 | Shinee's Hello Baby    | SHINee     |
| 2012 | World Date with Shinee | SHINee     |
| 2013 | Shinee's Wonderful Day | SHINee     |

### Aparições em vídeos musicais
| Ano  | Canção                    | Artista           | Integrante |
| ---- | ------------------------- | ----------------- | ---------- |
| 2007 | Attack on the Pin-Up Boys | Super Junior      | Key        |
| 2008 | Vanilla Love Part 2       | Lee Hyun Ji       | Onew       |
| 2009 | Gee                       | Girls' Generation | Minho      |
| 2010 | Gee (versão em japonês)   | Girls' Generation | Minho      |
| 2010 | Sound                     | VNT               | Minho      |
| 2010 | Let's Go                  | G20               | Jonghyun   |
| 2011 | Santa U Are The One       | Super Junior      | SHINee     |
| 2012 | Dear My Family            | SMTown            | SHINee     |
| 2012 | Trap                      | Henry Lau         | Taemin     |
| 2012 | Trap (versão em chinês)   | Henry Lau         | Taemin     |

## Teatro musical
| Ano       | Título              | Papel                 | Integrante | Notas           |
| --------- | ------------------- | --------------------- | ---------- | --------------- |
| 2010      | Brothers Were Brave | Joo-bong              | Onew       | Musical coreano |
| 2010      | Rock of Ages        | Drew                  | Onew       | Versão coreana  |
| 2012-2013 | Catch Me If You Can | Frank Abagnale, Jr.   | Key        | Versão coreana  |
| 2013      | Bonnie and Clyde    | Clyde Chestnut Barrow | Key        | Versão coreana  |

## Rádio
| Ano       | Título                                          | Integrantes            |
| --------- | ----------------------------------------------- | ---------------------- |
| 2009      | Super Junior „Kiss the Radio“                   | Jonghyun               |
| 2009      | Shindong and Shinyoungs „Shim Shim Tapa Radio“  | Jonghyun               |
| 2009      | Taeyeons „Chin Chin Radio“                      | Onew e Minho           |
| 2009      | KBS-2FMs „Music Show Radio“                     | Onew e Key             |
| 2008-2009 | Super Juniors „Kiss the Radio“                  | Onew e Jonghyun        |
| 2008-2009 | Park Kyung Lims „Byulbam Radio“                 | Onew e Key             |
| 2008-2009 | Shindongs and Shinyoungs „Shim Shim Tapa Radio“ | Onew, Jonghyun e Minho |
| 2010      | Super Junior „Kiss the Radio“                   | Jonghyun e Taemin      |
| 2010      | Super Junior „Kiss the Radio“                   | Key e Minho            |
| 2010      | Heechuls „Youngstreet Radio“                    |                        |
| 2010      | Super Junior „Kiss the Radio“                   | Onew                   |
| 2010      | Taeyeons „Chin Chin Radio“                      | Onew                   |
| 2010      | KBS-R Cool FM „Lee Soo Young’s Radio Show“      | Onew                   |
| 2011      | Super Junior „Kiss the Radio“                   | Onew                   |
| 2011      | Super Junior „Kiss the Radio“                   | Onew e Key             |
| 2011      | Heechuls „Youngstreet Radio“                    | Key e Taemin           |
| 2012      | MBC „Shim Shim Tapa Radio“                      | Key                    |
| 2012      | MBC „Shim Shim Tapa Radio“                      | Jonghyun e Key         |
| 2013      | Super Junior „Kiss the Radio“                   | Onew                   |
| 2013      | Super Junior „Kiss the Radio“                   | Onew e Key             |